# Pristimantis lichenoides
Pristimantis lichenoides es una especie de anfibio anuro de la familia Craugastoridae.

## Distribución
Esta especie es endémica del departamento de Caldas en Colombia. Habita en el municipio de Samaná entre los 2000 y 2450 m de altitud en la vertiente oriental de la Cordillera Central.

## Descripción
Los machos miden de 26.0 a 31.6 mm y las hembras de 33.5 a 41.8 mm.

## Publicación original
- Lynch & Rueda-Almonacid, 1997 : Three new frogs (Eleutherodactylus: Leptodactylidae) from cloud forests in eastern Departamento Caldas, Colombia. Revista de la Academia Colombiana de Ciencias Exactas Físicas y Naturales, vol. 21, n.º 79, p. 131-142[5]